# 30227 Jansensturgeon
30227 Jansensturgeon este o planetă minoră (asteroid) din centura de asteroizi. A fost descoperită pe 4 aprilie 2000 la Stația Anderson Mesa de Lowell Observatory Near-Earth-Object Search. 
Obiectul prezintă o orbită caracterizată de o semiaxă mare de 2,5769042 UAi, o excentricitate de 0,16, o înclinație de 6,83033 ° în raport cu ecliptica.